# Café Riche (Le Caire)
Pour les articles homonymes, voir Café Riche.
Le Café Riche (arabe : مقهى ريش) est un café populaire historique au centre du Caire, en Égypte. C'est l'un des lieux les plus connus du centre-ville.

## Localisation
Il se trouve au 29, rue Talaat Harb.

## Histoire
Ce café est ouvert en octobre 1908, par un Autrichien, Bernard Steinberg. À la suite de son rachat par le Français Henri Ressigné, il prend son nom d'enseigne actuel un an après, éponyme de celui d'un café parisien bien connu à la même époque, fondé en 1785 et situé boulevard des Italiens. L'établissement a ensuite différents propriétaires, le premier propriétaire égyptien étant, à partir de 1960, Abdel-Malak Mikhael. 
Fermé après un tremblement de terre en 1992 (ar), il rouvre en 1999. 
Le café a été témoin de nombreux événements historiques importants au cours du siècle dernier. On dit ainsi que c'est là que le roi Farouk a rencontré sa seconde épouse Narriman Sadek. Pendant la révolution de 1919, plusieurs membres de la résistance ont organisé leurs activités et imprimé leur tracts dans une pièce du sous-sol, à laquelle confuit une porte discrète, longtemps secrète dans le sous-sol,. Gamal Abdel Nasser y échange avec Anouar el-Sadate avant la révolution égyptienne de 1952. Des personnalités artistiques ou littéraires égyptiennes l'ont fréquenté, telles Oum Kalthoum qui s'y produit en 1923, Youssef Chahine, Naguib Mahfouz, Naguib el-Rihani, Anwar Wagdi, ou encore la danseuse Tahia Carioca. 
Ce café est alors installé dans un long passage en plein-air, où les clients peuvent s'assoir, manger et boire, y compris de l'alcool. Il est cloisonné à la fin des années 1990, à une époque où il n'est plus possible de boire de l'alcool en public. Pendant la révolution égyptienne de 2011, il est un point de rassemblement de certains manifestants  de la place Tahrir.